# Ришард Рушковський
Ришард Рушковський (1856, Варшава —9 травня 1898, Львів) — польський актор, співак, автор комедій.

## Біографія
Він був сином писаря Францішека Рушковського, братом актриси Пелагії Нємойовської та чоловіком співачки Гелени Збоїнської. Батько актора Войцеха Рушковського.
З 1873 був хористом варшавських урядових театрів, грав епізодичні ролі, іноді співав сольні партії в оперетах. У 1877 році виступав у варшавському садовому театрі «Аркадія». У сезоні 1877/78 був у Краківському театрі, а в 1879—1789 — у Львівській театральній трупі. З 1789 по 1893 рік він провів у краківському театрі, а 1894 року повернувся до Львова. 6 жовтня 1894 року він одружився зі львівською співачкою Геленою Збоїнською. Залишок життя провів у Львівському театрі.
Ришард Рушковський присвятив себе головним чином фарсу. Кілька п'єс він написав самостійно, решта — переважно разом з Адольфом Абрагамовичем.
Похований на Личаківському цвинтарі у Львові.